# Paracyatholaimus chilensis
Paracyatholaimus chilensis är en rundmaskart som beskrevs av Gerlach 1953. Paracyatholaimus chilensis ingår i släktet Paracyatholaimus och familjen Cyatholaimidae. Inga underarter finns listade i Catalogue of Life.